# متاله (شهر)
متاله (به لاتین: Matale) یک منطقهٔ مسکونی در سری‌لانکا است که در ناحیه متاله واقع شده‌است.

## خصوصیات
متاله ۹ کیلومترمربع مساحت و ۳۶٬۴۶۲ نفر جمعیت دارد و ۳۶۴ متر بالاتر از سطح دریا واقع شده‌است.

## نگارخانه

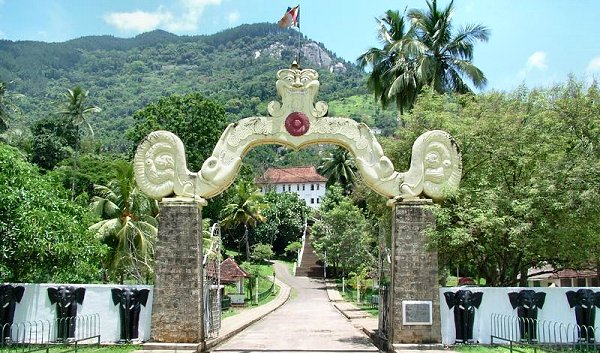
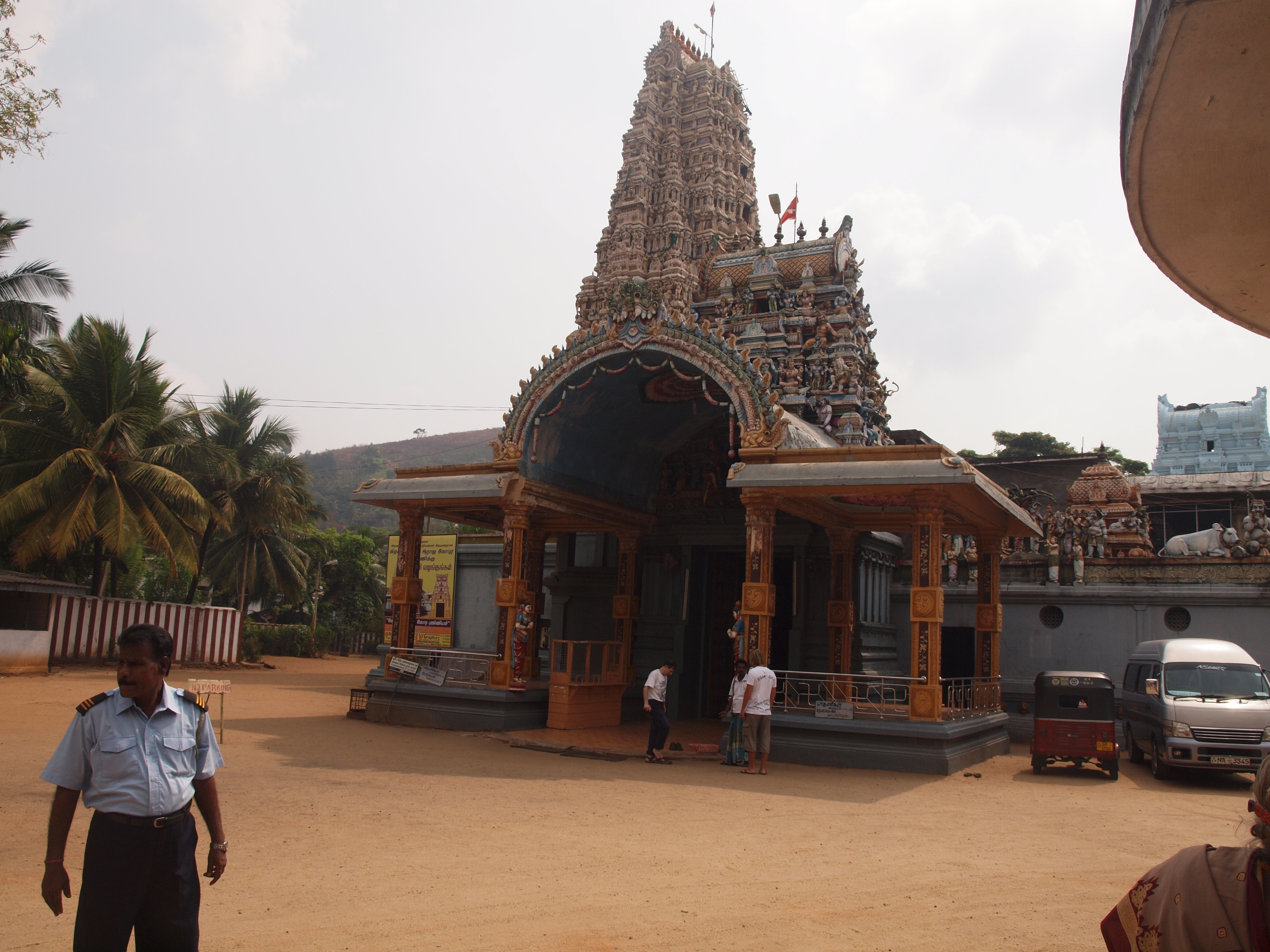
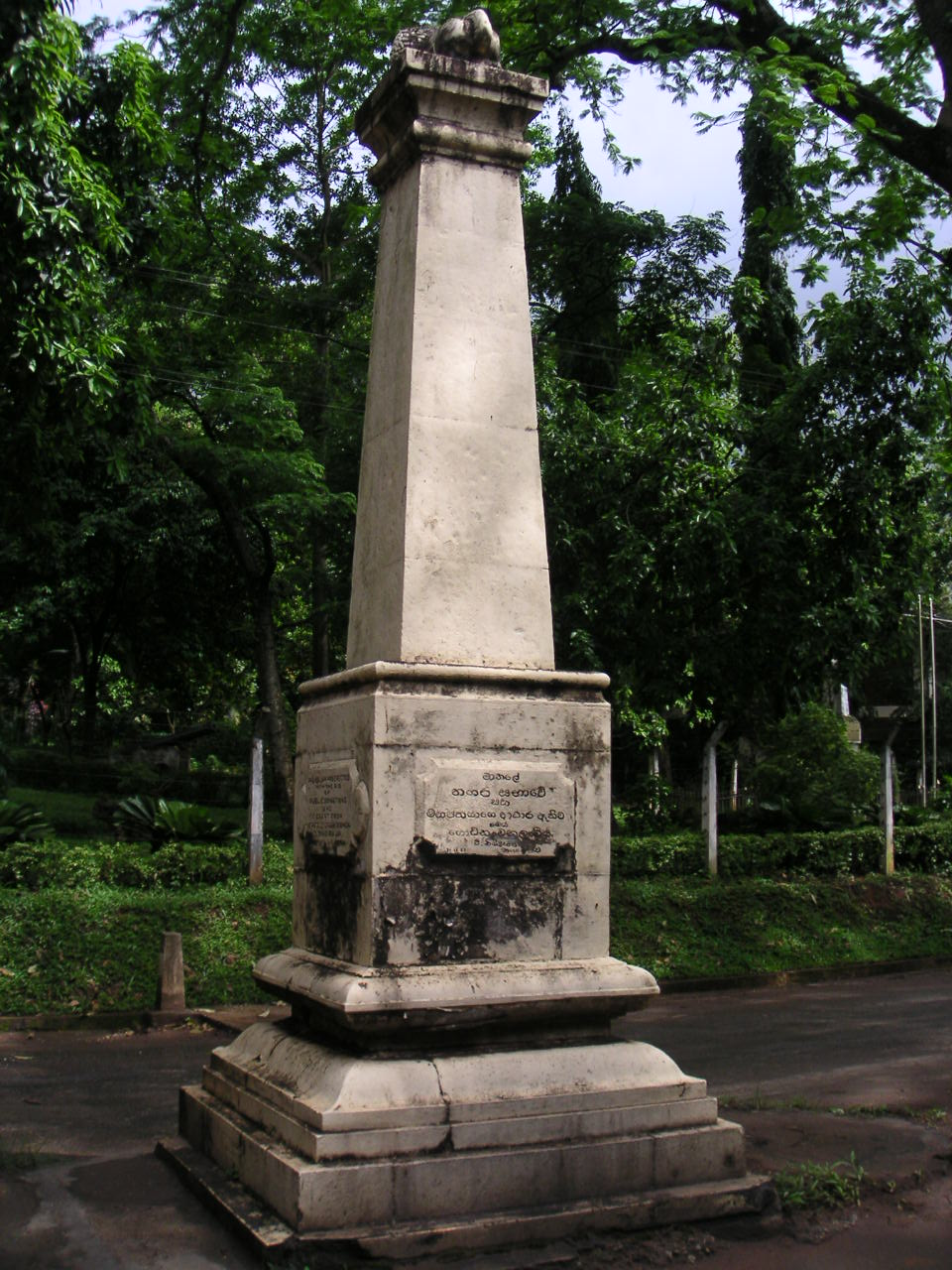